# Deemfaza
Deemfaza – w technice cyfrowej zabieg polegający na zmniejszeniu składowych dużych częstotliwości w fonicznym sygnale zdekodowanym, celem zmniejszenia składowych szumu kwantyzacji o częstotliwościach leżących w zakresie fonicznego sygnału analogowego. Deemfaza stosowana jest za koderem PCM po preemfazie.
Podczas odtwarzania audio w Deemfazie, w momentach, gdy nie ma szumu kwantyzacji, lub jego poziom jest bardzo niski, dźwięk jest natychmiastowo podgłaśniany.